# Óscar Quiroz
Óscar Adalberto Quiroz Ayala (Ipiales, 3 juli 1994) is een Colombiaans wielrenner die in 2017 voor de Spaanse wielerploeg Burgos BH uitkwam.

## Carrière
In 2017 werd Quiroz, achter Sergio Henao en Jarlinson Pantano, derde in het nationale kampioenschap op de weg. In mei verruilde hij GW Shimano voor het Spaanse Burgos BH. Zijn debuut voor die ploeg maakte hij in de Ronde van Castilië en León, waar hij in de eerste etappe als vijftiende finishte. Later die maand werd hij vierde in het bergklassement van de Ronde van Gironde, met een achterstand van vier punten op winnaar Bruno Armirail.
In 2018 maakte Quiroz de overstap naar Bicicletas Strongman Colombia Coldeportes. Op het nationale kampioenschap op de weg in 2018 finishte hij, 45 seconden na winnaar Sergio Henao, als tweede. In 2019 behaalde hij dit kampioenschap.

## Belangrijkste overwinningen
2018
Gran Premio Comité Olímpico Nacional
9e etappe Ronde van Costa Rica
2019
 Colombiaans kampioen op de weg, Elite
Bergklassement Belgrado-Banjaluka
2021
9e etappe Ronde van Colombia
2022
4e etappe Ronde van Colombia

## Ploegen
2015 –  Orgullo Antioqueño
2017 –  GW Shimano (tot 17 mei)
2017 –  Burgos BH (vanaf 18 mei)
2018 –  Bicicletas Strongman Colombia Coldeportes
2019 –  Coldeportes Bicicletas Strongman
Belda · Castrillo · Cubero · Jiménez · Jurado · Linares · López · Merino · Quiroz · Robredo · Rojo · Ruiz · Salas · Torres
Acosta · Ariza · Cala · Calderón · Cañaveral · Cano · Estrada · González · Hernández · Muñoz · Ocampo · Pedroza · Quiroz · Sandoval